# オリバーレス伯公爵ガスパール・デ・グスマン (メトロポリタン美術館)
『オリバーレス伯公爵ガスパール・デ・グスマン』（オリバーレスはくこうしゃくガスパール・デ・グスマン、西: Gaspar de Guzmán, conde-duque de Olivares、英: Gaspar de Guzmán, Count-Duke of Olivares）は、バロック期のスペインの画家フアン・バウティスタ・マルティネス・デル・マーソが1636年ごろ、またはそれ以降にキャンバス上に油彩で制作した騎馬肖像画である。作品に関する最古の記録文書は1806年にパリで作成されたもので、スペイン独立戦争が勃発する直前にパリに運ばれたと考えられる。マーソと同時期の巨匠ディエゴ・ベラスケスが描いた『オリバーレス伯公爵騎馬像』 (プラド美術館) にもとづいた作品で、ベラスケスの手が入っているという見方もあるが、1952年以来、作品を所蔵するニューヨークのメトロポリタン美術館は現在、マーソが描いたものであるとしている。

## 作品

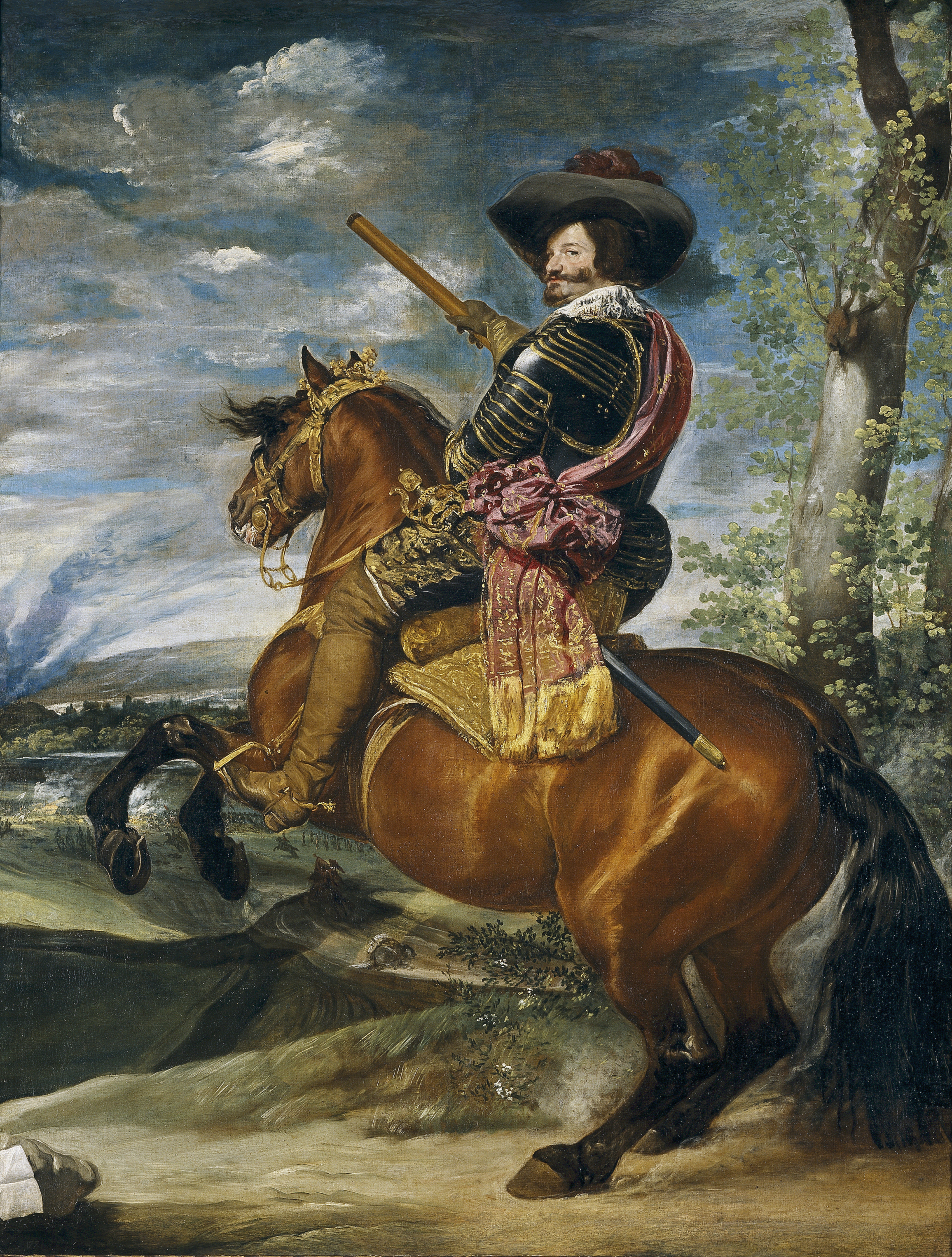
『オリバーレス伯公爵騎馬像』(1660-1665年ごろ)、プラド美術館、マドリード

モデルのガスパール・デ・グスマン・イ・ピメンテル（Gaspar de Guzmán y Pimentel) 、オリバーレス伯公爵は、1623年にベラスケスがマドリードの宮廷に画家として迎え入れられる際、ベラスケスを推挙した人物である。騎馬肖像は本来、王家の人物の肖像形式である。王家以外の人物が騎馬肖像で描かれた先例は、ルーベンスによる『レルマ公騎馬像』(プラド美術館) が挙げられるが、本作でオリバーレス伯公爵は、ルバード (棹立ち) という統御困難な姿勢の馬にまたがるところが表現されている。このような騎馬姿は、ベラスケスがブエン・レティーロ宮殿 (おそらく宮殿の造営そのものがオリバーレス伯公爵の考えであった) の「諸王国の間」のために描いた『フェリペ4世騎馬像』(プラド美術館) に見られるように、特に政治・軍事の最高権力者である王にのみ許されたものであった。
公爵の馬は戦場の方向、画面斜め奥に身体を向けており、それに対して馬上の公爵は振り返って顔を鑑賞者の方に向けている。これは侯爵の恵まれていない身体を隠すための構図であると同時に、作品に力強さと動きを与えている。『フェリペ4世騎馬像』に見られる厳粛さとは対照的である。このような例外的なスタイルで描かれ、威厳と尊大さに満ちている本作は、オリバーレス伯公爵の権力を物語っている。実際に、公爵は、フェリペ4世がわずか16歳で即位した1622年からフェリペ4世の宰相として1643年までスペイン帝国の政治を牛耳ったのである。絵画の背景は、1638年秋のフエンテラビアの戦場 (スペイン軍がフランス軍に勝利した) だという説があるが確証はない。
本作は、プラド美術館にある『オリバーレス伯公爵騎馬像』と比べるとかなり小さい。構図はプラド美術館の作品と基本的に同じであるが、馬の毛並みが白に変わり、馬の飾りもより凝ったものになっている。また、画面が小さいため、背景の戦闘描写はより抽象的で、兵士たちの頭は絵具の点描で表され、彼らが乗る馬の尻は曲線で描かれている。とはいえ、細部を省略した素早い筆致に迷いはなく、説得力に富んでいる。